# 陳心
陳心（1917年1月10日—？），越南政治家，曾任亞洲人民反共聯盟祕書長和越南主席。

## 生平
陳心是越南北部太平省人，出生於1917年1月10日。:658
1932年至1945年間，陳心參與了反對法國殖民統治的組織。:6581947年至1949年，陳心在反殖民抵抗武裝中擔任參謀長，軍銜上校。:6581949年至1956年間，參與反殖民主義和反共產主義組織。:658
1956年，出任亞洲人民反共聯盟越南副主席，1958年1月，升爲主席。:658